# Симеон I
 Тази статия е за българския цар.  За патриарха вижте Симеон I (константинополски патриарх).  
Цар Симео̀н I Велѝки (на старобългарски: цѣсарь Сvмеѡнь; на гръцки: Συμεών Αʹ ὁ Μέγας, Sumeṓn prôtos ho Mégas) е български владетел (цар), управлявал Първата българска държава от 893 до 927 г. Успешните войни на Симеон срещу Византия, маджарите и сърбите довеждат до най-голямото териториално разширение на България в цялата нейна история и я превръщат в най-силната държава на територията на тогавашна Източна Европа. Неговото царуване е и период на културен разцвет, наричан по-късно Златен век на българската култура.
При управлението му границите на България достигат до три морета – Бяло, Адриатическо и Черно, а съвременници сравняват столицата му Преслав с Константинопол. Обособената малко по-рано Българска православна църква става първата нова патриаршия извън Пентархията, а българските глаголически и кирилски преводи на християнски текстове се разпространяват из целия славянски свят. Самата кирилица е създадена в Преславската книжовна школа през 90-те години на IX век. По време на своето управление Симеон заменя първоначалната си титла „княз“ с „цар“.

## Биография

### Произход и ранни години
Симеон е роден през 864 или 865 година като трети син на княз Борис I от Крумовата династия. За времето на раждането му се съди от две писма на константинополския патриарх Николай I Мистик, според които към 924 – 925 година Симеон е на около 60 години, като патриархът го нарича „син на мира“, което се свързва с българо-византийския мирен договор, довел до покръстването на българите. Тъй като княз Борис е българският владетел, приел официално християнството през 865 година, Симеон е християнин през целия си съзнателен живот.
Намерението на княз Борис е тронът да бъде наследен от най-големия му син Владимир, а Симеон да стане високопоставен духовник. По тази причина около 878 година Борис изпраща Симеон в Магнаурската школа в Константинопол, където трябва да получи богословско образование. Там бъдещият владетел постъпва като послушник в константинополски манастир и приема монашеското име Симеон.
Симеон прекарва следващото десетилетие (около 878 – 888) в столицата на Византийската империя, като получава отлично образование и изучава реториката на Демостен и на Аристотел. Той овладява гръцкия до такава степен, че е наричан във византийските хроники „полугрък“. Според някои тълкувания Симеон е обучаван лично от патриарх Фотий, но тази хипотеза не се подкрепя от конкретни източници.
Около 888 година Симеон се завръща в България и се установява в новосъздадения княжески манастир в Преслав, „при устието на Тича“, където заедно с други монаси под ръководството на Наум Преславски се заема с преводи на религиозни текстове от гръцки на старобългарски език. Междувременно Владимир наследява Борис, който се оттегля в манастир. Владимир прави опит да възстанови езичеството в държавата и може би сключва насочен срещу Византия договор с императора на Свещената Римска империя Арнулф Каринтийски, което принуждава Борис да се върне повторно на трона, само за да свали и накаже Владимир и да посочи Симеон за нов владетел. Това става на събор в Преслав, който освен това обявява българския за единствен език на държавата и църквата и решава столицата да бъде преместена от Плиска в Преслав, подчертавайки с това трайната християнизация на страната. Не е известно защо Борис не поставя на трона своя втори син Гаврил, а предпочита Симеон.

### Първи войни с Византия и маджарите
Малко след като Симеон застава на трона, той слага край на дългогодишния мир с Византийската империя, установен от неговия баща. Конфликтът започва, когато император Лъв VI Философ, изглежда под натиска на своята любовница Зоя Зауцена и баща ѝ Стилиан Зауца, премества тържището за българските стоки от Константинопол в Солун, като те са обложени с тежки данъци. Българските търговци търсят помощ от Симеон, който се оплаква на Лъв VI, но императорът пренебрегва пратениците му.
В отговор през есента на 894 година цар Симеон започва война, настъпвайки през границата на юг, без да срещне сериозна съпротива, тъй като основните сили на Византийската империя са концентрирани в Източна Анатолия, воювайки срещу Абасидския халифат. След като научава за българското настъпление, изненаданият император изпраща войска от гвардейци и други части от столицата да спрат цар Симеон, но тя претърпява поражение някъде в тема Македония (северозападна Тракия). Българите пленяват повечето гвардейци хазари, които са освободени, след като отрязват носовете им, и избиват много офицери, включително командващия. Симеон не продължава настъплението си, а бързо се изтегля на север, за да спре нападение на маджарите.
Неспособни да реагират ефективно на българското настъпление, заради войната на изток, ромеите убеждават маджарите да нападнат България, обещавайки им да ги прехвърлят с флота си през река Дунав. Възможно е Лъв VI да има споразумение и с Арнулф Карнтийски да не подкрепя Симеон срещу маджарите. Освен това от Италия е извикан известният военачалник Никифор Фока, който през 895 година повежда армия към България с цел да отклони вниманието от северната граница. Маневрата е успешна и Симеон повежда войските си срещу Фока, но до сериозен сблъсък не се стига. Вместо това ромеите предлагат мир, информирайки го за действията си по суша и море, но скривайки планираното нападение на маджарите. Симеон не се доверява на пратеника и го задържа, след което нарежда достъпът на византийския флот в Дунав да бъде пресечен с въжета и вериги, възнамерявайки първо да се справи с армията на Фока.
Въпреки затрудненията с преградите по Дунав, ромеите успяват да прехвърлят през реката, може би в близост до днешния Галац, маджарската армия, водена от Лиюнтика, син на маджарския владетел Арпад. Научавайки за изненадващото нападение, Симеон тръгва на север, оставяйки част от войските си по южната граница, за да предотвратят евентуална атака на Фока. Двата му сблъсъка с маджарите в Северна Добруджа завършват с поражение и той е принуден да отстъпи в Дръстър. Маджарите необезпокоявани опустошават страната до столицата Преслав, а след като Симеон постига примирие с ромеите през лятото на 895 г., се изтеглят северно от Дунав. Окончателното сключване на мир се забавя, тъй като Лъв VI настоява за освобождаване на византийските военнопленници.
След като неутрализира непосредствената заплаха от маджари и ромеи, Симеон започва да планира ответно нападение срещу маджарите. Той се споразумява за общи действия с печенегите, източни съседи на маджарите, и задържа византийския пратеник Лъв Хиросфакт, за да забави преговорите за освобождаване на военнопленниците. По този начин той се надява да получи по-изгодни условия при крайния мирен договор. В поредица от писма, които разменя с пратеника, Симеон отказва да освободи пленниците и се подиграва на астрологическите способности на Лъв VI Философ.
През 896 година, използвайки като повод нападение на маджарите срещу техни съседи славяни, Симеон настъпва срещу тях със своите печенежки съюзници, нанася им решително поражение в битката при Южен Буг и ги принуждава окончателно да се изселят от Етелкьоз в Панония. След този успех той най-накрая освобождава византийските пленници в замяна на българи, пленени през 895 г.
През лятото на 896 година, претендирайки, че не всички български пленници са освободени, Симеон отново напада Византия, насочвайки се към Константинопол. В Тракия той е посрещнат от събрана набързо византийска армия, която унищожава в битката при Булгарофигон. Император Лъв VI успява да отблъсне Симеон от Константинопол, прибягвайки до отчаяни мерки – въоръжава мюсюлмански военнопленници и ги изпраща да се бият срещу българите. Това слага край на войната, като България получава територии между Черно море и Странджа и Византийската империя се задължава да ѝ плаща годишен данък.
Междувременно Симеон се намесва в междуособиците за наследството на починалия през 892 година владетел на Сръбското княжество Мутимир. През 896 година той изпраща в Сърбия Клонимир Стоимирович, член на управляващата династия, който живее дълги години в българския двор. След като Клонимир е убит, през 897 година наложилият властта си княз Петър Гойникович признава върховенството на Симеон и между двете страни се установява двадесетгодишен мир. Това е период на активно проникване на християнството в Сърбия, в което вероятно важна роля играят и български мисионери.

### Мир с Византийската империя
Сключеният мирен договор между България и Византийската империя като цяло се спазва от двете страни до смъртта на Лъв VI през 912 година. По тази причина сведенията за България през тези години във византийските източници са оскъдни – ограничават се главно до сведенията за две нови дипломатически мисии в България на Лъв Хиросфакт. При първата си мисия, която не е точно датирана, Лъв Хиросфакт успява да върне на Византия 30 крепости около Драч, които по това време попадат под български контрол.
Втората мисия на Лъв Хиросфакт е във връзка със събитията около превземането на Солун от мюсюлманите. През 904 година, възползвайки се от български нападения в района, мюсюлмански флот, воден от византийския ренегат Лъв Триполит, превзема и разграбва Солун. След тяхното изтегляне градът е заплашен от завземане от българите и заселването му със славяни и Лъв VI е принуден да даде на Симеон нови територии в Македония. Според сключения договор, славянските области в южната част на Македония и Албания са предадени на България, а границата преминава на 20 километра северно от Солун, за което свидетелства и Наръшкият надпис.

### Нови войни с Византия

#### Кампании от 913 – 914 година
Смъртта на император Лъв VI на 11 май 912 година е последвана от поставянето на трона на малолетния му син Константин VII Багренородни, а негов регент и съимператор става братът на Лъв - Александър, който прогонва от двора съпругата на Лъв - Зоя. Тези събития дават възможност на Симеон за нов поход към Константинопол. През пролетта на следващата година негови пратеници, пристигнали в Константинопол, за да подновят мирния договор от 896 година, са изгонени от Александър, който отказва да плаща годишния данък, след което Симеон започва да се готви за война.
Още преди да започнат военните действия Александър умира на 6 юни 913 година, оставяйки управлението на регентски съвет, начело с патриарх Николай Мистик. Много жители на Константинопол не признават малолетния император, когото смятат за незаконороден, и подкрепят претендента Константин Дукас, което, заедно с бунтовете в Южна Италия и очакваното мюсюлманско нападение в Източна Анатолия, работи в полза на Симеон. В поредица умолителни писма Николай Мистик се опитва да го разубеди от настъпление, но в края на юли или август българският владетел напредва със значителни сили и достига до Константинопол, без да срещне сериозна съпротива.
Междувременно безредиците в Константинопол стихват с убийството на претендента Константин Дукас и патриархът се утвърждава като ръководител на правителството. Това кара Симеон да вдигне обсадата и да започне мирни преговори за радост на ромеите. Продължителните преговори завършват със споразумение за изплащане на неплатения по-рано от Византия данък и с обещание Константин VII да се ожени за една от дъщерите на Симеон. С това Симеон цели да стане василеопатер (настойник на императора) и да придобие законното право да се намесва в управлението на Византия. Според Симеон Логотет при тази среща в Евдом (днес Бакъркьой, част от което е Сан Стефано), предградие под стените на Цариград, където от 364 година (император Валент), според Книга за церемониите на император Константин Багренородни (913 – 959), стават коронациите на римските императори, през месец август 913 година оглавяващият империята патриарх Николай излязъл при Симеон извършил молитва и го увенчал, като поставил на главата му вместо „стема“ [византийската императорска корона] собствената си патриаршеска корона „епириптарий“ [ἐπιρριπτάριον – архийерейското увенчание покрито c подобен на ὠμοφόριο златовезан покров – кукол (cuculla, κουκόλλιον), патриаршеско було, каптура]. В историографията са изказвани предположения, че тук става дума за ритуал, свързан с присвояване на титлата „кесар“ (Васил Златарски) с която още в 705 година е удостоен Тервел, за някакво „духовно осиновяване“ на Симеон от патриарха (Франц Дьолгер, Патриша Карлин-Хайтер, Любомира Хавликова) или дори просто за „архипастирска благословия“ (Иван Снегаров, Михаил Войнов, Алкмени Ставриду-Зафрака, Георги Бакалов). Най-вероятна обаче изглежда тезата, според която тук, предвид сложната и тежка за империята военна и дипломатическа обстановка, в такава форма началстващия тогава и светската и духовната власт във Византия Патриарх коронясва българския владетел за „цар“ (цѣсарь, caesar) или „цар на България“ (Георги Острогорски, Иван Дуйчев, Димитри Оболенски, Веселин Бешевлиев, Иван Божилов, Джонатан Шепард и др.), но не и както настоява Симеон за василевс (август), титла, която според държавната доктрина може да носи само ромейския император в Цариград.
Малко след посещението на Симеон в Константинопол майката на Константин VII Зоя Карбонопсина се връща в двора по настояване на младия император и веднага се заема с отстраняването на регентите. С помощта на заговор тя успява да поеме властта през февруари 914 г., фактически отстранявайки патриарх Николай от управлението, отхвърляйки признатата на Симеон царска титла и отказвайки се от планирания брак на сина ѝ с неговата дъщеря. С това военните действия са подновени и през лятото на 914 година Симеон отново настъпва в Тракия, превземайки Адрианопол. Зоя незабавно му изпраща многобройни подаръци и успява да го убеди да се изтегли, изоставяйки града. През следващите години Симеон воюва с Византия на запад, около Драч и Солун, но не настъпва отново към Константинопол.

#### Кампания от 917
През 917 година Симеон подготвя нова война срещу Византия. Той се опитва да сключи съюз с печенегите, но не постига успех, тъй като ромеите им предлагат повече пари. Византийската империя също се готви за война и се опитва да убеди сръбския княз Петър Гойникович да нападне България с поддръжка от маджарите.
Първи започват военните действия ромеите, като силна армия, водена от Лъв Фока, син на Никифор, настъпва на север, подкрепяна от флот в Черно море под командването на Роман Лакапин. Приближавайки Месемврия, където трябва да бъдат подсилени с превозвана от флота войска, армията на Лъв Фока спира за почивка край река Ахелой, недалеч от Анхиало. Научил за нападението, Симеон се придвижва бързо срещу ромеите и на 20 август 917 година двете армии се сблъскват в битката при Ахелой, в която българите удържат пълна победа, като много византийски военачалници загиват, макар самият Лъв Фока да успява да се укрие в Месемврия. Десетилетия по-късно Лъв Дякон пише, че „още могат да се видят купища кости при река Ахелой, където тогава позорно била посечена войската на ромеите“.
Планираното от ромеите нападение на печенегите от север се проваля, след като те влизат в конфликт с Роман Лакапин и той отказва да ги прехвърли през Дунав. Сърбите и маджарите също не им оказват помощ – маджарите воюват в Западна Европа като съюзници на франките, а Петър Гойникович е разколебан, след като българският съюзник и владетел на Захумлие Михайло Вишевич предупреждава Симеон за плановете му.
Армията на Симеон се възползва от победата си при Ахелой и настъпва след остатъците от византийските войски към Константинопол. Лъв Фока, който се е завърнал в столицата, се опитва да я спре в битката при Катасирти, в близост до града. Българите нападат и отново нанасят поражение на ромеите, унищожавайки едни от последните им военни части, след което се връщат в България.
Непосредствено след похода към Константинопол Симеон се заема да накаже сръбския княз Петър Гойникович за съюза му с Византия. Той изпраща в Сърбия армия, водена от военачалниците Теодор Сигрица и Мармаис, които успяват да заловят и изпратят княза в България, където той умира като затворник. На негово място е поставен Павле Бранович, който дотогава живее като изгнаник в българския двор.

#### Кампании от 920 – 922 година
Междувременно военните неуспехи предизвикват поредна промяна на управлението в Константинопол – през 919 година началникът на флота Роман Лакапин заменя Зоя Карбонопсина като регент на Константин VII и я изпраща отново в манастир. Роман сгодява дъщеря си Елена Лакапина за Константин и през декември 920 година се обявява за съимператор, поемайки управлението на Византийската империя.
Лишен от възможността да заеме византийския трон с дипломатически средства, разгневеният Симеон подновява военните действия, за да наложи волята си. Между 920 и 922 година България засилва натиска си върху Византия, воювайки на запад през Тесалия до Коринтския провлак и на изток в Тракия, достигайки Дарданелите и прехвърляйки се в Азия, където обсажда град Лампсак. Войските на Симеон се явяват пред Константинопол през 921 година, когато настояват за отстраняването на Роман и завземат Адрианопол, и отново през 922 година, когато удържат победа в битката при Пиги, опожаряват Златния рог и превземат Виза. Междувременно ромеите се опитват да настроят сърбите срещу Симеон, но той запазва контрола си над тях, заменяйки Павле Бранович със Захария Прибиславлевич, бивш бежанец в Константинопол, когото той е пленил по-рано.
Решен да превземе Константинопол, Симеон планира мащабна кампания и през 922 година изпраща пратеници в Египет при фатимидския халиф Абдулах ал-Махди Билах, чийто флот може да му окаже помощ. Халифът е склонен на споразумение и изпраща свои пратеници в България, но те са заловени от ромеите в Калабрия. Роман предлага на Абдулах мир, изпращайки му щедри дарове, и по този начин предотвратява съюза с България.
През лятото на 924 година Симеон все пак се явява пред Константинопол с искане за среща с патриарха и императора. На 9 септември 924 година той преговаря с Роман Лакапин на Златния рог и договаря мир, според който Византийската империя отново започва да плаща данък на България, но си връща някои градове на черноморския бряг. В описанието на срещата Теофан Продължител нарича двамата владетели „царете“ (τον βασιλέων), което подсказва, че византийците може би отново признават претенциите на Симеон за царска титла.

### Последни години
Междувременно в Сърбия Захария Прибиславлевич, подбуждан от ромеите, се разбунтува срещу Симеон, като е подкрепен от много българи, недоволни от постоянните войни срещу Византия. Българският владетел отново изпраща Теодор Сигрица и Мармаис, но този път те претърпяват поражение и са обезглавени, което принуждава Симеон да сключи примирие с Византия и да се концентрира върху сръбския бунт. През 924 година той изпраща нова армия, водена от Часлав Клонимирович, който успява да прогони Захария в Хърватия. След този успех сръбската аристокрация е поканена в България, за да признае верността си към новия княз, но вместо това са избити и Симеон анексира Сръбското княжество.
Най-вероятно след смъртта на патриарх Николай Мистик през 925 година или може би по същото време Симеон издига Българската архиепископия до статута на патриаршия. Това може би е свързано с дипломатическите му контакти с папа Йоан X между 924 и 926 година, чрез които той изисква и получава признание от папата на титлата му на „император на римляните“, равна с тази на византийския император, а може би и потвърждение на патриаршеското достойнство на главата на българската църква.
През 926 година войски на Симеон, водени от алогоботур, нападат византийския съюзник Хърватия, но са разгромени от армията на крал Томислав в битката при Босненските планини. Въпреки успеха си Томислав търси споразумение с България и с посредничеството на папския легат Мадалберт е сключен мир, като е възстановено довоенното положение, но хърватите се отказват от съюза с ромеите. В последните месеци от живота си Симеон се подготвя за нов поход към Константинопол, въпреки отчаяните молби за мир на Роман Лакапин.
Симеон I умира на 27 май 927 година от сърдечен удар в своя дворец в Преслав. Според византийските хронисти това става когато Роман Лакапин обезглавява негова статуя.
Симеон е наследен от своя син Петър, като първоначално негов регент е вуйчо му Георги Сурсувул. Като част от сключения през октомври 927 година мирен договор с Източната Римска империя, скрепен с брака на Петър и внучката на Роман Лакапин Ирина, съществуващите граници между двете страни са потвърдени, както и царското достойнство на българския владетел и патриаршеския статут на главата на българската църква.

## Симеонов Златен век
При управлението на Симеон Средновековна България достига своя културен разцвет, превръщайки се в литературен и духовен център на Славянска Европа. В това отношение Симеон продължава политиката на своя баща Борис за утвърждаване и разпространяване на славянската култура и привличане на учени и писатели в страната. В Преславската и Охридската книжовна школа, основани при Борис, се концентрира книжовната дейност и при управлението на Симеон, като през този период там е създадена и новата азбука – кирилицата.
Краят на IX и началото на X век са най-ранният и продуктивен период на средновековната българска литература. Прекарал младежките си години в Константинопол, Симеон пренася византийската култура в българския двор. Учениците на Кирил и Методий, сред които Климент Охридски, Наум Преславски и Константин Преславски, продължават просветителската си работа в страната, превеждайки християнски текстове, като Библията и книгите на Йоан Златоуст, Василий Велики, Кирил Александрийски, Григорий Богослов, Атанасий Велики, както и исторически хроники, като тези на Йоан Малала и Георги Амартол.
Симеоновият Златен век е свързан и със създаването на оригинални богословски и светски произведения, като „Шестоднев“ на Йоан Екзарх, „Азбучна молитва“ и „Проглас към Евангелието“ на Константин Преславски, „За буквите“ на Черноризец Храбър. Личният принос на Симеон към този разцвет на литературата е възхваляван от съвременниците, например в сборника „Златоструй“ и в Симеоновия сборник, към който самият цар пише едно приложение.
Симеон превръща новата българска столица Преслав във великолепен религиозен и културен център, предназначен по-скоро за демонстрация на разцвета на царството и за владетелска резиденция, отколкото за военна крепост. Със своите повече от двадесет кръстокуполни църкви и многобройни манастири, своят внушителен царски дворец и Златната (Кръгла) църква, Преслав е истинска имперска столица. Нивото на изобразителното изкуство на епохата се вижда от преславския стил илюстрована керамика, образец на която е известната икона на Теодор Стратилат.

## Брак и потомство
Симеон се жени два пъти. От първата си съпруга, за която не се знае нищо, той има син на име Михаил († 931). Може би заради скромния произход на майка му той е изключен от наследяването на трона през 927 година и е изпратен в манастир.
От втората си съпруга, сестра на влиятелния аристократ Георги Сурсувул, Симеон има трима сина – Петър (* 912, † 23/30 януари 970), който го наследява като цар на България през 927 година и управлява до смъртта си през 969 г., Иван, който организира неуспешен заговор срещу брат си през 929 г., след което бяга в Източната Римска империя; и Вениамин (Боян Мага), който според лангобардския хронист Лиутпранд притежавал силата да се превръща внезапно във вълк или друго хищно животно.
Симеон има и няколко дъщери, една от които се опитва да ожени за император Константин VII през 913 година, но замисълът му се проваля с връщането на власт на императрица Зоя.
|        |        |        |        |                                |                                |                                |                                |                                |                                |               |               | Борис I ?-907; упр. 852 – 889 | Борис I ?-907; упр. 852 – 889 | Борис I ?-907; упр. 852 – 889 | Борис I ?-907; упр. 852 – 889 | Борис I ?-907; упр. 852 – 889                 | Борис I ?-907; упр. 852 – 889                 |                                               |                                               | Мария                                         | Мария                                         | Мария | Мария | Мария                     | Мария                     |                           |                           |                           |                           |           |           |                       |                       |                       |                       |                       |                       |      |      |         |         |         |         |         |         |  |  |  |  |  |  |  |  |  |  |  |  |  |  |  |  |  |  |  |  |  |  |
|        |        |        |        |                                |                                |                                |                                |                                |                                |               |               | Борис I ?-907; упр. 852 – 889 | Борис I ?-907; упр. 852 – 889 | Борис I ?-907; упр. 852 – 889 | Борис I ?-907; упр. 852 – 889 | Борис I ?-907; упр. 852 – 889                 | Борис I ?-907; упр. 852 – 889                 |                                               |                                               | Мария                                         | Мария                                         | Мария | Мария | Мария                     | Мария                     |                           |                           |                           |                           |           |           |                       |                       |                       |                       |                       |                       |      |      |         |         |         |         |         |         |  |  |  |  |  |  |  |  |  |  |  |  |  |  |  |  |  |  |  |  |  |  |
|        |        |        |        |                                |                                |                                |                                |                                |                                |               |               |                               |                               |                               |                               |                                               |                                               |                                               |                                               |                                               |                                               |       |       |                           |                           |                           |                           |                           |                           |           |           |                       |                       |                       |                       |                       |                       |      |      |         |         |         |         |         |         |  |  |  |  |  |  |  |  |  |  |  |  |  |  |  |  |  |  |  |  |  |  |
|        |        |        |        |                                |                                |                                |                                |                                |                                |               |               |                               |                               |                               |                               |                                               |                                               |                                               |                                               |                                               |                                               |       |       |                           |                           |                           |                           |                           |                           |           |           |                       |                       |                       |                       |                       |                       |      |      |         |         |         |         |         |         |  |  |  |  |  |  |  |  |  |  |  |  |  |  |  |  |  |  |  |  |  |  |
|        |        |        |        | Владимир Расате упр. 889 – 893 | Владимир Расате упр. 889 – 893 | Владимир Расате упр. 889 – 893 | Владимир Расате упр. 889 – 893 | Владимир Расате упр. 889 – 893 | Владимир Расате упр. 889 – 893 |               |               | Гавраил                       | Гавраил                       | Гавраил                       | Гавраил                       | Гавраил                                       | Гавраил                                       |                                               |                                               | Яков                                          | Яков                                          | Яков  | Яков  | Яков                      | Яков                      |                           |                           | Евпраксия                 | Евпраксия                 | Евпраксия | Евпраксия | Евпраксия             | Евпраксия             |                       |                       | Анна                  | Анна                  | Анна | Анна | Анна    | Анна    |         |         |         |         |  |  |  |  |  |  |  |  |  |  |  |  |  |  |  |  |  |  |  |  |  |  |
|        |        |        |        | Владимир Расате упр. 889 – 893 | Владимир Расате упр. 889 – 893 | Владимир Расате упр. 889 – 893 | Владимир Расате упр. 889 – 893 | Владимир Расате упр. 889 – 893 | Владимир Расате упр. 889 – 893 |               |               | Гавраил                       | Гавраил                       | Гавраил                       | Гавраил                       | Гавраил                                       | Гавраил                                       |                                               |                                               | Яков                                          | Яков                                          | Яков  | Яков  | Яков                      | Яков                      |                           |                           | Евпраксия                 | Евпраксия                 | Евпраксия | Евпраксия | Евпраксия             | Евпраксия             |                       |                       | Анна                  | Анна                  | Анна | Анна | Анна    | Анна    |         |         |         |         |  |  |  |  |  |  |  |  |  |  |  |  |  |  |  |  |  |  |  |  |  |  |
|        |        |        |        |                                |                                |                                |                                | първа съпруга                  | първа съпруга                  | първа съпруга | първа съпруга | първа съпруга                 | първа съпруга                 |                               |                               | Симеон I Велики 864/865 – 927; упр. 893 – 927 | Симеон I Велики 864/865 – 927; упр. 893 – 927 | Симеон I Велики 864/865 – 927; упр. 893 – 927 | Симеон I Велики 864/865 – 927; упр. 893 – 927 | Симеон I Велики 864/865 – 927; упр. 893 – 927 | Симеон I Велики 864/865 – 927; упр. 893 – 927 |       |       | сестра на Георги Сурсувул | сестра на Георги Сурсувул | сестра на Георги Сурсувул | сестра на Георги Сурсувул | сестра на Георги Сурсувул | сестра на Георги Сурсувул |           |           |                       |                       |                       |                       |                       |                       |      |      |         |         |         |         |         |         |  |  |  |  |  |  |  |  |  |  |  |  |  |  |  |  |  |  |  |  |  |  |
|        |        |        |        |                                |                                |                                |                                | първа съпруга                  | първа съпруга                  | първа съпруга | първа съпруга | първа съпруга                 | първа съпруга                 |                               |                               | Симеон I Велики 864/865 – 927; упр. 893 – 927 | Симеон I Велики 864/865 – 927; упр. 893 – 927 | Симеон I Велики 864/865 – 927; упр. 893 – 927 | Симеон I Велики 864/865 – 927; упр. 893 – 927 | Симеон I Велики 864/865 – 927; упр. 893 – 927 | Симеон I Велики 864/865 – 927; упр. 893 – 927 |       |       | сестра на Георги Сурсувул | сестра на Георги Сурсувул | сестра на Георги Сурсувул | сестра на Георги Сурсувул | сестра на Георги Сурсувул | сестра на Георги Сурсувул |           |           |                       |                       |                       |                       |                       |                       |      |      |         |         |         |         |         |         |  |  |  |  |  |  |  |  |  |  |  |  |  |  |  |  |  |  |  |  |  |  |
|        |        |        |        |                                |                                |                                |                                |                                |                                |               |               |                               |                               |                               |                               |                                               |                                               |                                               |                                               |                                               |                                               |       |       |                           |                           |                           |                           |                           |                           |           |           |                       |                       |                       |                       |                       |                       |      |      |         |         |         |         |         |         |  |  |  |  |  |  |  |  |  |  |  |  |  |  |  |  |  |  |  |  |  |  |
|        |        |        |        |                                |                                |                                |                                |                                |                                |               |               |                               |                               |                               |                               |                                               |                                               |                                               |                                               |                                               |                                               |       |       |                           |                           |                           |                           |                           |                           |           |           |                       |                       |                       |                       |                       |                       |      |      |         |         |         |         |         |         |  |  |  |  |  |  |  |  |  |  |  |  |  |  |  |  |  |  |  |  |  |  |
| Михаил | Михаил | Михаил | Михаил | Михаил                         | Михаил                         |                                |                                | дъщери?                        | дъщери?                        | дъщери?       | дъщери?       | дъщери?                       | дъщери?                       |                               |                               | Петър I сл. 912 – 970; упр. 927 – 969         | Петър I сл. 912 – 970; упр. 927 – 969         | Петър I сл. 912 – 970; упр. 927 – 969         | Петър I сл. 912 – 970; упр. 927 – 969         | Петър I сл. 912 – 970; упр. 927 – 969         | Петър I сл. 912 – 970; упр. 927 – 969         |       |       | Иван                      | Иван                      | Иван                      | Иван                      | Иван                      | Иван                      |           |           | Вениамин (Боян, Баян) | Вениамин (Боян, Баян) | Вениамин (Боян, Баян) | Вениамин (Боян, Баян) | Вениамин (Боян, Баян) | Вениамин (Боян, Баян) |      |      | дъщери? | дъщери? | дъщери? | дъщери? | дъщери? | дъщери? |  |  |  |  |  |  |  |  |  |  |  |  |  |  |  |  |  |  |  |  |  |  |

## Наследство
Управлението на цар Симеон бележи връх в историята на Първото българско царство. По негово време освен невижданото дотогава териториално разширение държавата става средище на културен и духовен живот. Победите на бойното поле му позволяват да укрепи международния авторитет на България. Той оставя след себе си могъща държава, простираща се от Карпатите до Беломорието и от Черно до Адриатическо море. Въпреки почти непрекъснатите войни с Византия, той укрепва властта вътре в държавата и провежда изключително стабилна вътрешна политика. Постига се политическо, религиозно и културно обединение.
Част от историците смятат, че многобройните войни, които Симеон води, в крайна сметка изтощават България, и при наследниците на Петър I тя вече не е в състояние да се противопостави на по-богатата откъм човешки ресурси Византия. Независимо от това Симеон I остава в българската история с прозвището „Велики“, а управлението му с определението „Златен век“ заради териториалното разширение, до което довежда България, и заради културния разцвет на страната.

## Памет
Цар Симеон Велики е сред най-високо ценените български исторически фигури, както е показано от народния глас в предаването на БНТ Великите българи, който през февруари 2007 година го поставя на 4 място сред най-великите българи на всички времена. Симеон Велики е изобразяван в българската литература, кино и театър. Иван Вазов му е посветил детска родолюбива песен, която по-късно е аранжирана като песента „Край Босфора шум се вдига“. През 1984 година е излъчен сериалът от 11 епизода „Златният век“ (по едноименния роман на Андрей Гуляшки), който пресъздава царуването на Симеон. В главната роля е Мариус Донкин. През декември 2006 година в Силистенския театър има премиера „Златният век – Цар Симеон Велики“, в главната роля е Иван Самоковлиев.
Картината „Българският цар Симеон – Основоположникът на Славянската литература“ е част от произведението от 20 платна на Алфонс Муха Славянската епопея.
Симеон Велики е изобразен на „Цар Симеон“, най-известната картина на художника Димитър Гюдженов, окачена в Президентството на Република България.
На Симеон I е наречена улица „Цар Симеон“ в София (Карта).